# Manuscrit Van Hulthem
Le manuscrit Van Hulthem (en néerlandais : Hulthemse Handschrift) est un manuscrit conservé à la Bibliothèque royale de Belgique (sous la cote 15.589-623).

## Liminaire
Le manuscrit Van Hulthem est un recueil de textes littéraires du Moyen Âge et passe pour un des documents médiévaux les plus importants de l’aire néerlandophone. Les 241 folios dont il se compose contiennent plus de 200 textes distincts, de nature et d’ampleur très diverses : œuvres épiques, lyriques et didactiques, oraisons et légendes, textes en prose, et aussi les pièces de théâtre les plus anciennes ― les Abele Spelen ― qui nous soient parvenues en langue néerlandaise ; le manuscrit constitue un véritable fourre-tout de la littérature néerlandaise des XIIIe et XIVe siècles.

## Origine
Le manuscrit, vraisemblablement originaire du duché de Brabant, fut écrit en deux colonnes par un copiste aux alentours de 1410. Quelques feuilles sont perdues, et un certain nombre d'autres sont endommagées. Au bas de chacun des 209 textes que renferme le manuscrit se trouve indiqué combien de lignes il comporte. 
Il est admis que les quatre pièces de théâtre dites Abele Spelen (littéralement 'jeux plaisants'), ainsi que les six sotties qui les suivent, constituaient le répertoire d’une troupe de théâtre ambulante. 

## Destin
Le manuscrit porte le nom de Charles Van Hulthem, qui en fut le dernier détenteur privé avant que l’État belge n’en fît l’acquisition, en même temps que toute sa collection bibliophile, à sa mort en 1832. Auparavant, le manuscrit avait été la propriété du notaire bruxellois Jean Baptiste Nuewens, puis de son fils Antoine Joseph Nuewens (1736 - 1813) ; Van Hulthem s’en rendit propriétaire en 1811 à l’occasion d’une vente aux enchères, pour la très modique somme de 5,5 francs.

## Contenu
En l’état, le manuscrit comprend 209 textes totalisant 37 386 lignes. Ce sont : 
- les Abele Spelen, au nombre de quatre (Esmoreit, Gloriant, Lanseloet van Denemerken et Vanden Winter ende vanden Somer), datant de 1380 environ. Ces quatre pièces constituent le plus ancien exemple de théâtre profane sérieux en Europe ;

- des sotties (Lippijn, De buskenblaser, Drie daghe here, Truwanten, Die Hexe et Rubben), dont le nombre de six incite à supposer, compte tenu que les Abele Spelen étaient la plupart du temps représentées en association avec une sottie, que deux Abele Spelen ont été perdus ;

- enfin, le manuscrit contient, pour ne citer que les textes les plus célèbres, Van sente Brandaen (relatant les pérégrinations de saint Brandan), Dboec vanden houte, Tpaerlement van Troyen, De borchgravinne van Vergi, Theophilus, la légende mariale Beatrijs (restée très populaire dans l’aire néerlandophone), et le poème De mantel.

## Édition
- Brinkman, H. (ed.), Het handschrift-Van Hulthem, Diplomatische editie, Hilversum 1999, 2 vol., Middeleeuwse verzamelhandschriften uit de Nederlanden, 7
- Handschrift-Van Hulthem. Facsimile. Brussel 1999